# Estação Sheppard West
Sheppard West é uma estação do metrô de Toronto, localizada na secção Spadina da linha Yonge-University-Spadina, secção Spadina. A estação é um dos dois términos da linha Yonge-University-Spadina, sendo o segundo a estação Finch. Downsview possui um terminal de ônibus integrado. Seu nome provém do bairro onde está localizado, Downsview, e foi escolhido em uma votação realizada no bairro. 